# Station Saint-Étienne-Châteaucreux
Station Saint-Étienne-Châteaucreux is een spoorwegstation in de Franse gemeente Saint-Étienne.